# Kwasi Kwarteng
Kwasi Kwarteng (nacido como Akwasi Addo Alfred Kwarteng; Waltham Forest, 26 de mayo de 1975) es un político británico que se desempeñó como canciller de la Hacienda entre septiembre y octubre de 2022. Miembro del Partido Conservador, ha sido Miembro del Parlamento por Spelthorne en el norte de Surrey desde 2010. Anteriormente fue secretario de Estado de Negocios, Energía y Estrategia Industrial desde 2021 hasta 2022.
El 16 de noviembre de 2018, Kwarteng fue nombrado subsecretario de Estado en el Departamento para la Salida de la Unión Europea, tras la dimisión de Suella Braverman. Tras la elección de Boris Johnson como primer ministro en julio de 2019, Kwarteng fue ascendido a ministro de Estado de Negocios, Energía y Crecimiento Limpio, asistiendo al Gabinete como parte del cargo.

## Temprana edad y educación
Kwarteng nació en el distrito londinense de Waltham Forest en 1975, hijo único de Alfred K. Kwarteng y Charlotte Boaitey-Kwarteng, quienes habían emigrado de Ghana como estudiantes en la década de 1960. Su madre es abogada y su padre economista en la Secretaría de la Mancomunidad.
Después de comenzar la escuela en una escuela primaria estatal, Kwarteng asistió a Colet Court, una escuela preparatoria independiente en Londres, donde ganó el Premio de Historia Harrow en 1988. Kwarteng luego fue a Eton College, donde fue becario del rey y recibió el prestigioso premio Newcastle Scholarship. Estudió clásicos e historia en Trinity College, Cambridge, logrando un primer puesto en ambas materias y ganando dos veces la Medalla Browne. Fue miembro del equipo que ganó University Challenge en 1995 (en la primera serie después de que la BBC reviviera el programa en 1994). Mientras estuvo en Cambridge, fue miembro del University Pitt Club y desde entonces ha regresado de visita. Asistió a la Universidad de Harvard con una beca Kennedy y luego obtuvo un doctorado en historia económica de la Universidad de Cambridge en 2000.

## Carrera temprana
Antes de convertirse en miembro del parlamento, Kwarteng trabajó como columnista de The Daily Telegraph y como analista financiero en JPMorgan Chase y otros bancos de inversión. Escribió un libro, Ghosts of Empire, sobre el legado del Imperio británico, publicado por Bloomsbury en 2011. También fue coautor de Gridlock Nation con Jonathan Dupont en 2011, sobre las causas y las soluciones a la congestión del tráfico en Gran Bretaña.

## Carrera parlamentaria

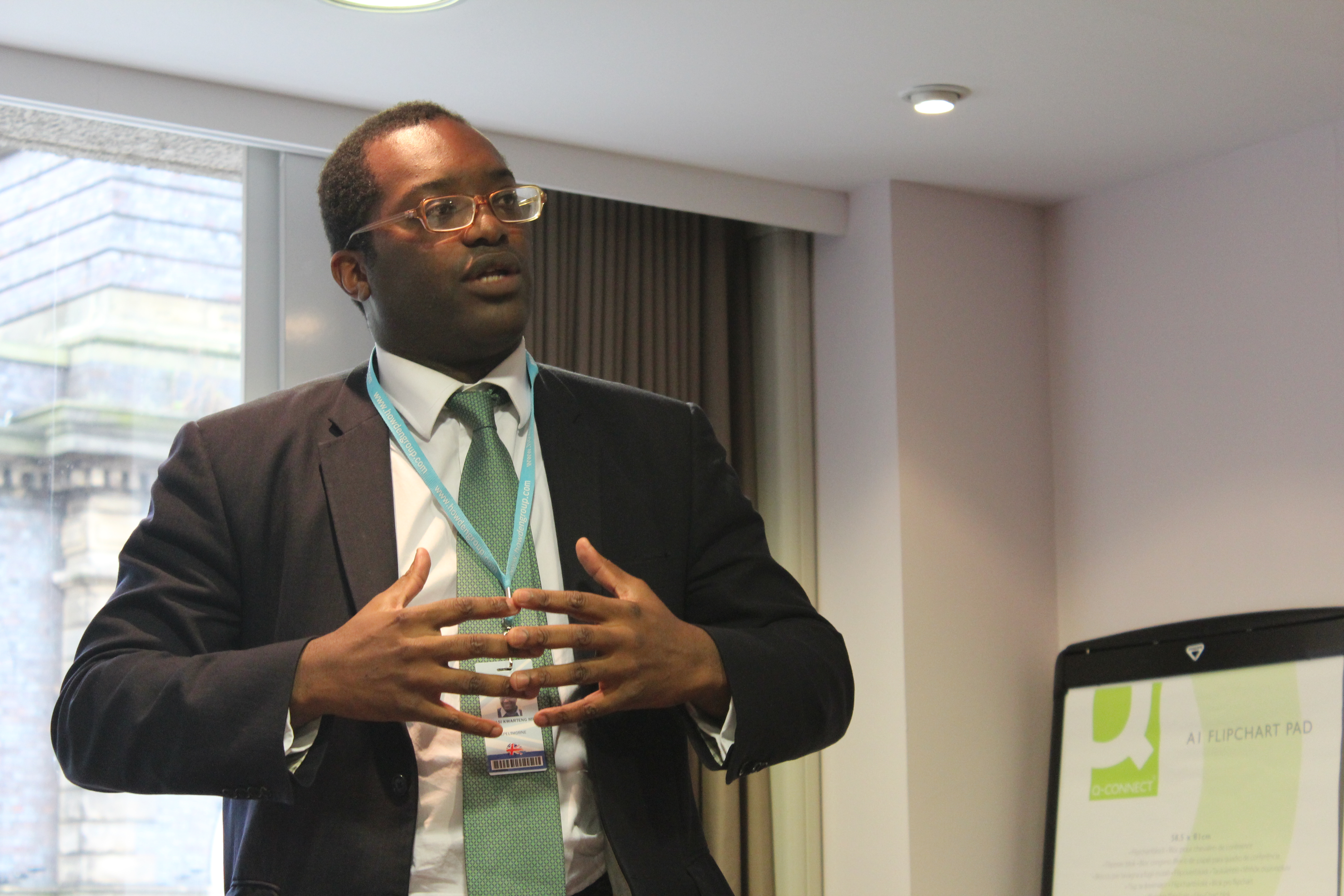
Kwasi Kwarteng en una convención parlamentaria

Kwarteng fue seleccionado como candidato conservador para Spelthorne en una primaria abierta en enero de 2010 después de que el actual diputado conservador, David Wilshire, se viera envuelto en una controversia derivada del escándalo de los gastos parlamentarios y anunciara que se retiraría del Parlamento en las próximas elecciones generales.
Kwarteng ganó el escaño con 22.261 votos (numéricamente más votos pero un porcentaje de votos más bajo que su predecesor). Kwarteng no votó sobre el proyecto de ley de referéndum de la UE en octubre de 2011. Kwarteng irritó al Ministro de Hacienda George Osborne en 2013 al criticar el plan de vivienda <i>Help to Buy</i> como inflacionario.
Kwarteng fue reelegido en las elecciones generales de 2015 con una mayoría ampliada. Kwarteng respaldó la salida del Reino Unido de la Unión Europea en el referéndum de 2016.

### Carrera ministerial temprana (2017-2019)
Después de las elecciones generales de 2017, Kwarteng fue nombrado secretario privado parlamentario del ministro de Hacienda Philip Hammond. El 16 de noviembre de 2018, Kwarteng reemplazó a Suella Braverman como ministra en el Departamento para la Salida de la UE.
Kwarteng fue un partidario vocal de Boris Johnson en las elecciones de liderazgo del Partido Conservador de 2016 y 2019. Tras la victoria de Johnson en las últimas elecciones, el 25 de julio de 2019, Kwarteng fue nombrado ministro de Estado en el Departamento de Negocios, Energía y Estrategia Industrial junto con Jo Johnson, hermano del primer ministro. Fue nombrado miembro del Consejo Privado el mismo día.

### Secretario de Estado de Empresa, Energía y Estrategia Industrial
El 8 de enero de 2021, como parte de una mini-reorganización, reemplazó a Alok Sharma como secretario de Estado de Negocios, Energía y Estrategia Industrial. Se convirtió en el segundo hombre negro en servir en el gabinete, el primero fue Paul Boateng, quien se desempeñó como secretario en jefe del Tesoro, y el primer conservador negro. También se convirtió en el primer hombre negro en dirigir un departamento del gobierno al ser designado al nivel de secretario de Estado. Ha comprometido a su departamento a reducir las emisiones globales para detener el cambio climático. En mayo de 2021, Kwarteng inauguró una nueva planta de baterías para automóviles eléctricos en Oxfordshire.

## Puntos de vista políticos
Partidario de la salida del Reino Unido de la Unión Europea (UE) en el referéndum de 2016, Kwarteng es considerado miembro de la derecha del Partido Conservador.

## Vida personal
Los amigos describen a Kwarteng como una persona "intensamente reservada". Anteriormente estuvo en una relación con la exministra conservadora del Interior, Amber Rudd. Se casó con la abogada de la ciudad, Harriet Edwards, en diciembre del 2019. Su hija nació el 15 de octubre de 2021. Ha vivido en Bayswater y en enero de 2022 compró una casa en Greenwich.